# Rue de la Corderie
La rue de la Corderie est une rue du quartier du Marais, dans le 3e arrondissement de Paris. 

## Situation et accès
Ce site est desservi par les stations de métro Filles du Calvaire, République et Temple.

## Origine du nom
Comme son nom l'indique, cette rue abritait d'anciennes corderies.

## Historique
Elle fut formée en 1885, par la réunion sous ce nom de la partie de la rue de Picardie adjacente à la rue de Franche-Comté, la place de la Corderie et la rue de la Petite-Corderie. 
Il convient de ne pas confondre cette rue avec l'ancienne « rue de la Corderie-du-Temple » qui longeait le côté sud de l'enclos du temple, dite aussi « vieille rue de la Corderie » pour éviter la confusion. Elle est devenue une partie de la rue de Bretagne.
Depuis le 8 mars 2007, la petite place en triangle à l'angle de la rue de la Corderie et de la rue Dupetit-Thouars, auparavant sans nom, est nommée place Nathalie-Lemel, en hommage à cette militante et actrice de la Commune.

## Bâtiments remarquables et lieux de mémoire
- La maison au no 14 abrita d'abord une goguette, puis à partir de 1869 le siège de la Fédération des sections parisiennes de l'AIT qu'animait entre autres le relieur Eugène Varlin[1]. Les membres du Comité central républicain de défense des vingt arrondissements de Paris, dont plusieurs seront élus de la Commune de 1871 y rédigèrent leur première proclamation, affichée le 15 septembre 1870 sur les murs de Paris et surnommée « première affiche rouge[2] ».
- Le no 16 fut le siège du Parti socialiste de France (1901-1905) qui regroupait les guesdistes et les vaillantistes, puis après l'unité de 1905, celui du Parti socialiste unifié, section française de l'Internationale ouvrière, jusqu'en 1912[3].

## Pour approfondir